# Ambasciata d'Italia a Tunisi
L'ambasciata d'Italia a Tunisi è la missione diplomatica della Repubblica Italiana nella Repubblica Tunisina.
Sia la Cancelleria diplomatica che quella consolare hanno sede a Tunisi, nel quartiere di Mutuelleville. La prima si trova in Rue de Florence 1, la seconda in  Avenue Jugurtha 113.

## Altre sedi diplomatiche d'Italia in Tunisia
L'Italia possiede anche un vice consolato onorario a Tozeur.